# 特工佳丽
是一部美國喜劇電影，由唐納德·佩特瑞(Donald Petrie)執導，珊迪娜·布洛(Sandra Bullock)、米高·肯恩(Michael Caine)、班傑明·布拉特(Benjamin Bratt)、甘蒂絲·褒瑾(Candice Bergen)等人主演。電影在美國於2000年12月22日上映，香港則於2001年3月22日上映。該片續集為《麻辣女王2：美麗的要命》，於2005年上映。

## 劇情
葛蕾絲·哈特（珊卓·布拉克飾演）是一位表現出色、富正義感的聯邦調查局探員，由於她的外表不吸引人，加上她剛正不阿的性格，讓局裡面的男性同事都把她當哥兒們看待，不過和葛蕾絲共事多年的拍檔艾瑞克·馬修斯（班傑明·布拉特飾演）卻不這麼想，他認為葛蕾絲其實也有溫柔的一面，只是還沒被挖掘出來。
這天，美國境內的最大犯罪集團「公民」發出黑函，揚言將在美國小姐選美會場上放置炸彈，屆時不只美國小姐的生命受到威脅，現場觀禮的嘉賓可能也難逃池魚之殃。「公民」一直是讓聯邦調查局頭痛不已的犯罪集團，其成員的犯罪手法乾淨俐落，讓人防不勝防，幾次交手下來，聯邦調查局都被耍得團團轉，不過這次「公民」難得以發出黑函的方式事先預告犯罪的地點，對聯邦調查局來說，可說是天上掉下來的一份大禮。聯邦調查局除了派遣人員進駐選美會場，加強會場內外的安全，防止歹徒的滲透之外，還必須找一個女探員假扮成佳麗，進入選美會場臥底。可是放眼望去，適合的女探員人選只有葛蕾絲一個人。葛蕾絲本來不願接下這個任務，因為她根本不知道要如何讓自己成為一個風情萬種的女人，偏偏此時聯邦調查局已經找不到其他的人選了，為了緝兇，葛蕾絲只好硬著頭皮接下這份艱鉅的工作。
為了幫助葛蕾絲能夠順利完成這項任務，聯邦調查局請來選美儀態顧問維克多·梅林（米高·肯恩飾演）對她進行改造。在維克多的一番修飾打扮下，葛蕾絲從一個剽悍帥氣的男人婆轉變為一個美艷動人的女子，不過，葛蕾絲還是免不了出現一些男孩子氣的行為。在一場才藝競賽中，葛蕾絲發現舞台下有一位疑似持有手槍的德州人，基於探員的職責，她拋下進行到一半的表演，奮不顧身的往德州人身上撲去。雖然事後證實是虛驚一場，但葛蕾絲的舉動卻讓在場的其他佳麗、維克多以及選美協會的負責人凱西·莫寧賽（甘蒂絲·褒瑾飾演）大為緊張。
在選美的過程中，葛蕾絲和其他佳麗逐漸建立起友誼。即使如此，葛蕾絲並沒有忘記自己的本份，依然持續調查「公民」的炸彈陰謀。隨著調查的進行，葛蕾絲開始把目標鎖定在幾個人的身上——莫寧賽和她的助理弗蘭克·托賓（史蒂夫·蒙羅飾演），老牌選美主持人史丹·費爾茲（威廉·薛特納飾演），以及參加選美的佳麗雪兒（海瑟·柏恩絲飾演）。就在葛蕾絲要查出一些眉目時，卻傳出「公民」成員在其他地方遭到逮捕的消息。聯邦調查局以為威脅已經解除，便作出全體撤離的決定，不過葛蕾絲基於直覺認為這是「公民」的障眼法，真正的炸彈客應該還在選美會場，希望聯邦調查局收回撤離的命令，但她的意見卻不被長官採納，於是她只好把槍和警徽交出來，以平民的身份留下來繼續觀察。另一方面，維克多對艾瑞克說出一個驚人的內幕，讓艾瑞克開始懷疑這個案子不是想像中的那麼單純。原來莫寧賽因為行為不良而讓選美協會對她作出停聘的決定，而助理弗蘭克的真實身分是莫寧賽的兒子，他有非法使用槍炮彈藥的前科。於是艾瑞克決定留下來協助葛蕾絲進行調查。
到了決賽當天，舞台上的佳麗和前來觀禮的嘉賓都滿懷期待，想知道后冠最後會戴在哪位佳麗的頭上。而在豪華的佈景和熱烈的現場氣氛下，似乎沒有出現任何異常。就在冠軍揭曉的時候，葛蕾絲發現后冠出現一些異狀，驚覺炸彈可能就藏在后冠中，於是她在后冠被人端出來時上前欲搶下后冠，卻遭到不知情的其他佳麗和保全人員阻撓，一群人就這樣在舞台上打成一團。而在同一時間，艾瑞克在舞台後方發現形跡可疑的弗蘭克，他手上還拿著一個看似控制器的東西。艾瑞克看出弗蘭克想引爆炸彈，立刻上前阻止，兩人因此大打出手，在兩人扭打的過程中，引爆炸彈的控制器被揮落並掉在舞台上，莫寧賽見狀，立刻拾起控制器並將其啟動，就在這電光火石的一瞬間，葛蕾絲趕在莫寧賽引爆之前將搶到手的后冠往舞台後方奮力一拋，「砰」的一聲，后冠在空中炸成碎片，一場炸彈危機因此化解。最後，莫寧賽和弗蘭克遭到逮捕；而葛蕾絲和艾瑞克也因為這次任務第一次用異性的眼光重新看待對方，並深深地被對方所吸引。

## 演員
| 演員          | 角色                           |
| ------------- | ------------------------------ |
| 珊卓·布拉克   | 葛蕾絲·哈特(Gracie Hart)       |
| 米高·堅       | 維克多·梅林(Victor Melling)    |
| 班傑明·布拉特 | 艾瑞克·馬修斯(Eric Matthews)   |
| 甘蒂絲·褒瑾   | 凱西·莫寧賽(Kathy Morningside) |
| 厄尼·哈德森   | 亨利(Harry McDonald)           |
| 威廉·薛特納   | 史丹·費爾茲(Stan Fields)       |
| 海瑟·柏恩絲   | 雪兒(Cheryl Frasier)           |
| 史蒂夫·蒙羅   | 弗蘭克·托賓(Frank Tobin)       |

## 有關資料
- 跟挪威一樣，影片在德國放映時所採用的片名是英文標題"Miss Undercover"。在丹麥，影片片名是"Agent Catwalk"，在意大利和葡萄牙則用"Miss Detective"。到了瑞典，片名成了"Miss Secret Agent"，而在拉丁美洲，影片則稱為"Miss Sympathy"。

- 演員威廉·薛特納和甘蒂絲·褒瑾其後又在電視喜劇Boston Legal （港譯：波士頓法律 ）中再次合作演出。

## 錯誤
- 羅德島小姐 (雪兒，由海瑟柏恩絲飾演) 進入了決賽。她表演挥舞著火的指揮棒。表演完畢後，她離開舞台時指揮捧上的煤跡卻消失了。
- 所有角色的酒店房間號碼全是103。
- 甘蒂絲褒瑾在上台前設法要打開一瓶止痛藥時，錯誤地对法朗克托賓这一角色喊出演员的真名字“史提芬”。
- 當羅德島小姐成為了美國小姐戴上头冠時，姬丝用一束花打雪兒，令所有花蕾都掉了。但鏡頭一轉花蕾卻完整無缺。
- 選美會的最後十强只有七位入圍者。
- 其中一位入圍者是阿拉斯加小姐，但之後卻變成了內布拉斯加小姐。
- 姬絲把比萨帶進體育館时，羅德島小姐拿了一片比萨咬了一口。在下一個鏡頭，羅德島小姐却沒拿任何比萨餅，而和其他女孩们爭奪盒內的餅，羅德島小姐还接着把她的夺来的比萨递给了加利福尼亚小姐。

## 音樂
1. "One in a Million（英语：One in a Million (Bosson song)）" - Bosson（英语：Bosson） (3:30)
2. "If Everybody Looked the Same" - Groove Armada（英语：Groove Armada） (3:40)
3. "She's a Lady（英语：She's a Lady） (The BT（英语：BT (musician)） Remix)" - Tom Jones（英语：Tom Jones (singer)） (4:21)
4. "Anywhere USA" - P.Y.T.（英语：P.Y.T. (band)） (4:06)
5. "Dancing Queen" - A-Teens（英语：A-Teens） (3:50)
6. "Let's Get It On（英语：Let's Get It On (song)）" - Red Venom (3:26)
7. "Get Ya Party On" - Baha Men（英语：Baha Men） (3:20)
8. "None of Your Business（英语：None of Your Business）" - Salt 'N' Pepa（英语：Salt 'N' Pepa） (3:34)
9. "Mustang Sally（英语：Mustang Sally (song)）" - Los Lobos（英语：Los Lobos） (4:59)
10. "Bullets" - Bob Schneider（英语：Bob Schneider） (4:25)
11. "Liquored Up and Lacquered Down" - Southern Culture on the Skids（英语：Southern Culture on the Skids） (2:26)
12. "Miss United States (Berman Brothers（英语：Berman Brothers (producers)） Mix)" - William Shatner (3:38)
13. "One in a Million (Bostrom Mix)" - Bosson (3:33)

## 外部連結
- 互联网电影数据库（IMDb）上《特工佳丽》的资料（英文）
- AllMovie上《特工佳丽》的资料（英文）
- 爛番茄上《特工佳丽》的資料（英文）
- Box Office Mojo上《特工佳丽》的資料（英文）
- Metacritic上《特工佳丽》的資料（英文）